# Joel Courtney
Joel Courtney, född 31 januari 1996 i Idaho, är en amerikansk skådespelare.
Courtney slog igenom i rollen som Joe Lamb i J.J. Abrams film Super 8 från 2011. Han medverkar även i filmen "The Healer" (premiär 2012), samt i filmen Tom Sawyer & Huckleberry Finn om Tom Sawyer och Huckleberry Finn som hade premiär 2014.
År 2018 medverkade han tillsammans med Joey King i Netflix-filmen, The Kissing Booth.
Den 14 februari 2020 förlovade han till sin flickvän Mia Scholink.